# Haley Batten
Haley Batten (Park City, 19 settembre 1998) è una mountain biker statunitense, vincitrice dell'argento nel cross country ai Giochi olimpici di Parigi 2024.

## Biografia
Ha rappresentato gli Stati Uniti ai Giochi olimpici estivi di Tokyo 2020, disputati nel 2021 a causa della pandemia di COVID-19, dove si è piazzata 9ª nel cross country.
Ai mondiali di Les Gets 2022 ha vinto il bronzo nel cross country, dietro alla francese Pauline Ferrand-Prévot e alla svizzera Jolanda Neff.
Ha fatto la sua seconda apparizione olimpica a Parigi 2024, in cui ha ottenuto la medaglia d'argento nel cross country, terminando alle spalle di Pauline Ferrand-Prévot.

## Palmarès

### Mountain bike
- 2020

Cyprus Sunshine Cup
Swiss Epic
- 2021

Nove Mesto Na Morave
- 2022

Cape Epic
- 2023

Banyoles
Temecula
- 2024

Temecula
Araxa, Cross country
Araxa, short track
Campionati americani, Cross country Elite
Campionati americani, Team Relay
Campionati del mondo, Team Relay

## Piazzamenti

### Competizioni mondiali
- Campionati del mondo

Australia 2017 - Cross country Under-23: 10ª
Svizzera 2018 - Team Relay: 6ª
Canada 2019 - Cross country Under-23: 6ª
Canada 2019 - Team Relay: 2ª
Austria 2020 - Cross country Under-23: 4ª
Austria 2020 - Team Relay: 4ª
Italia 2021 - Cross country: 26ª
Italia 2021 - Cross country short track: 15ª
Francia 2022 - Cross country: 3ª
Francia 2022 - Team Relay: 3ª
Andorra 2024 - Cross country: 13ª
Andorra 2024 - Team Relay: vincitrice
- Giochi olimpici

Tokyo 2020 - Cross country: 9ª
Parigi 2024 - Cross country: 2ª